# Karolina Barszcz
Karolina Bogumiła Barszcz – polska lekarz weterynarii, doktor habilitowany nauk weterynaryjnych, adiunkt w Szkole Głównej Gospodarstwa Wiejskiego w Warszawie.

## Kariera naukowa
W 2007 roku na Wydziale Medycyny Weterynaryjnej Szkoły Głównej Gospodarstwa Wiejskiego w Warszawie  uzyskała tytuł lekarza weterynarii. W 2011 roku na tym samym wydziale uzyskała stopień doktora nauk weterynaryjnych na podstawie rozprawy pt. Wybrane cechy morfologiczne serca, aorta wstępująca oraz łuk aorty kota domowego (Felis silvestris f. catus) w aspekcie klinicznym, której promotorem była Marta Kupczyńska. W tym samym roku została zatrudniona na tejże uczelni, a w 2024 roku uzyskała na niej stopień doktora habilitowanego nauk weterynaryjnych na podstawie pracy pt. Morfologia porównawcza naczyń własnych serca kozy domowej (Capra hircus) i żubra europejskiego (Bison bonasus L. 1758).